# خطوط شرق الصين الجوية الرحلة 5210
خطوط شرق الصين الجوية الرحلة 5210 (أيضا حادث طائرة ضواحي باوتو الصينية) طائرة بومباردييه سي آر جيه 200، كانت تحمل علي متنها 47 راكبا و6 من أفراد الطاقم وكانت متجهة من باوتو إلي شانغهاي عبر بكين في 21 نوفمبر 2004، وعندما كانت أعطت الطائرة الإقلاع تحسست الطائرة بمدرج الطائرة المغطي بالجليد وكانت أحوال الطقس في يوم الإقلاع طقس جليدي وبعد اقلاع الطائرة بثواني توقفت الطائرة عن الطيران فجأة وسقطت علي ارتفاع عدة إمتار وتحطمت في ضواحي باوتو بالقرب من مطار باوتو يرليبان بمدينة باوتو في الصين وقتل 55 شخصا كان من بينهم 2 علي الأرض عندما تحطمت الطائرة بمنزل في ضواحي باوتو وكان المحققون الكنديون والمحققون الصينيون أكتشفوا بإنه تراكم الجليد علي الجناحين وقال الطاقم الأرضي بإنهم لم يسمحوا بإزالة الجليد لعدم تأخير الرحلة.